# 威洛布蘭奇鎮區 (伊利諾伊州皮亞特縣)
威洛布蘭奇鎮區（英語：Willow Branch Township）是位於美國伊利諾伊州皮亞特縣的一個行政鎮區。

## 地方資料
根據2010年美國人口普查的數據，威洛布蘭奇鎮區的面積為174.50平方千米，當中陸地面積為174.40平方千米，而水域面積為0.10平方千米。當地共有人口830人，而人口密度為每平方千米4.76人。